# Újszentiván, Csongrád
Újszentiván (în sârbă Нови Сентиван -Novi Sentivan)  este un sat în districtul Szeged, județul Csongrád, Banat, Ungaria, având o populație de 1.711 locuitori (2011).

## Demografie
Componența etnică a satului Újszentiván
     Maghiari (91,37%)
     Sârbi (3,81%)
     Romi (1,97%)
     Necunoscut (0,95%)
     Alții (1,9%)
Componența confesională a satului Újszentiván
     Romano-catolici (36,41%)
     Fără religie (21,1%)
     Reformați (4,15%)
     Ortodocși (2,51%)
     Atei (1,34%)
     Necunoscută (33,9%)
     Greco-catolici (0,58%)
     Alte religii (1,11%)
Conform recensământului din 2011, satul Újszentiván avea 1.711 locuitori. Din punct de vedere etnic, majoritatea locuitorilor (91,37%) erau maghiari, existând și minorități de sârbi (3,81%) și romi (1,97%). Apartenența etnică nu este cunoscută în cazul a 0,95% din locuitori. Nu există o religie majoritară, locuitorii fiind romano-catolici (36,41%), persoane fără religie (21,1%), reformați (4,15%), ortodocși (2,51%) și atei (1,34%). Pentru 33,9% din locuitori nu este cunoscută apartenența confesională.